# Marian Szeja
Marian Henryk Szeja (Siemianowice Śląskie, então chamada Siemianowitz-Laurahütte na anexação à Alemanha, 20 de agosto de 1941) foi um futebolista profissional polaco que atuava como goleiro.

## Carreira
Marian Szeja fez parte do elenco da Seleção Polonesa de Futebol  medalhista de ouro em Munique 1972